# Tempestade do Halloween de 1991
A Tempestade do Halloween de 1991 também chamada de a Tempestade Perfeita de 1991 e a Tempestade Não-Nomeada de 1991, foi uma tempestade nor'easter que absorveu o furacão Grace e depois evoluiu para um pequeno furacão sem nome no final de seu ciclo de vida.    
O apelido de " tempestade perfeita " foi cunhado pelo autor e jornalista Sebastian Junger após uma conversa com o meteorologista adjunto do NWS Boston, Robert Case, na qual Case descreveu a convergência das condições climáticas como sendo "perfeita" para a formação de tal tempestade.  
ATempestade do Halloween de 1991 atingiu uma vasta área, da Nova Escócia, no Canadá, passando pela costa  leste dos Estados Unidos e chegando a parte dos países do norte do Caribe, onde causou principalmente agitação marítima.
O sistema colaborou para a passagem, entre 31 de outubro e 03 de novembro, de uma nevasca chamada pela NOAA de A Nevasca de Halloween de 1991.  

## História meteorológica

A Tempestade Halloween a norte e o furacão Grace a sul

A tempestade originou-se de uma frente fria na costa leste dos Estados Unidos. Em 28 de outubro, a frente gerou uma baixa extratropical a leste da Nova Escócia, Canadá. Por volta desse dia, uma corrente se estendia dos Montes Apalaches em direção ao nordeste até a Groenlândia, com um forte centro de alta pressão sobre o leste do Canadá. A crista de bloqueio forçou a baixa extratropical a seguir em direção ao sudeste e mais tarde para oeste. O furacão Grace foi varrido pela frente fria do nordestino para águas mais a sul em 29 de outubro, com a tempestade absorvendo Grace completamente no dia seguinte. O ciclone fortaleceu-se significativamente como resultado do contraste de temperatura entre o ar frio a noroeste e o calor e a umidade dos remanescentes de Grace. O sistema de baixa pressão continuou a aprofundar-se à medida que se dirigia para a costa dos Estados Unidos. Teve um movimento retrógrado incomum para um nor'easter (nordestino), iniciando um conjunto de circunstâncias meteorológicas que ocorrem apenas uma vez a cada 50 a 100 anos, pois a maioria dos nor'easters afeta a Nova Inglaterra a partir do sudoeste.  
O sistema atingiu o pico de intensidade aproximadamente às 12:00 UTC de 30 de outubro com ventos de até 70 mph (110 km/h) e sua pressão mais baixa de 972 milibares. A interação entre a tempestade extratropical e o sistema de alta pressão ao seu norte criou um gradiente de pressão significativo, que criou grandes ondas e ventos fortes. Entre a costa sul da Nova Inglaterra e o centro da tempestade, o diferencial de pressão foi de 70 mbar (2,1 inHg). Uma bóia localizada 264 milhas (425 km) ao sul de Halifax reportou uma altura de onda de 100,7 pés (30,7 m) em 30 de outubro. Esta se tornou a altura de onda mais alta registrada na plataforma da costa da Nova Escócia. A leste de Cape Cod, uma bóia da NOAA localizada em41,1°N 66,6°W registrou ventos máximos sustentados de 56 mph (90 km/h) com rajadas de 75 mph (121 km/h) e uma onda significativa de 39 pés (12 m) por volta das 15h UTC do dia 30 de outubro. Outra bóia, localizada em 40,5°N 69,5°W, registrou ventos máximos sustentados de 61 mph (98 km/h) com rajadas de 72 mph (116 km/h) e onda de 31 pés (9,4 m) perto das 00:00 UTC de 31 de outubro. 

Trajetória da Tempestade de Halloween

Ao atingir o pico de intensidade, o nordestino virou para o sul e enfraqueceu gradualmente; em 1º de novembro, sua pressão subiu para 998 milibares (29,5 inHg). A baixa deslocou-se sobre as águas quentes da Corrente do Golfo, onde faixas de convecção em torno do centro começaram a organizar-se. Nesse período, o sistema atingiu características subtropicais . Em 1º de novembro, enquanto a tempestade se movia no sentido anti-horário, um ciclone tropical foi identificado no centro da baixa maior. (Embora essas condições sejam raras, o furacão Karl durante 1980 formou-se dentro de um sistema climático não tropical maior.)  

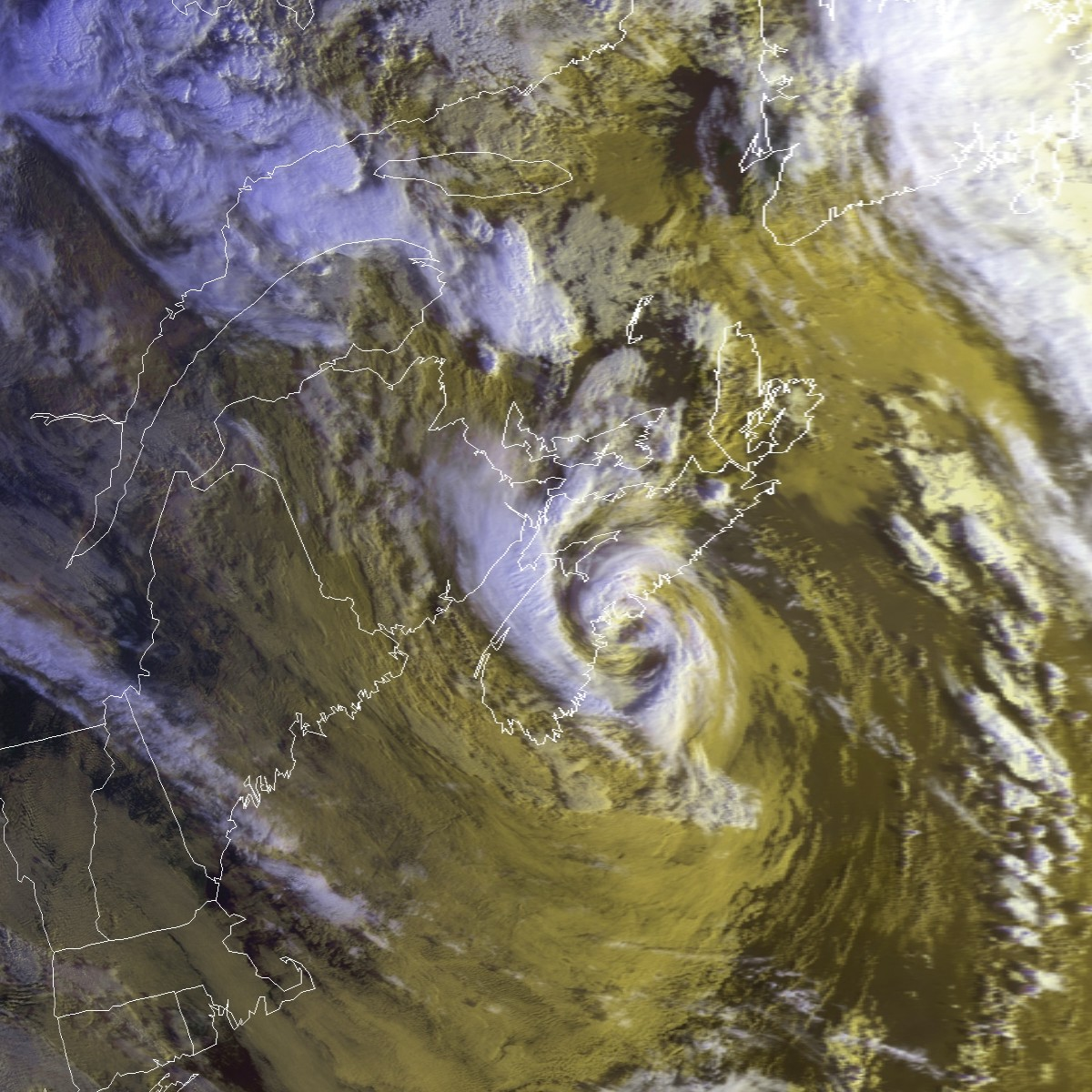
O ciclone ao tocar solo em Halifax em 02 de novembro

Por volta das 14:00 UTC de 1º de novembro, um olho começou a se formar e o ciclone tropical atingiu seu pico de intensidade com ventos máximos sustentados de 75 mph (121 km/h);  essas estimativas, combinadas com relatórios de um voo da Unidade de Reserva da Força Aérea e a confirmação de que um centro de núcleo quente estava presente, indicaram que o sistema havia se tornado um furacão de categoria 1 na escala de furacões Saffir-Simpson. O furacão acelerou em direção ao nordeste e rapidamente enfraqueceu novamente para uma tempestade tropical. Ele atingiu a costa perto de Halifax, Nova Escócia, às 14:00 UTC de 2 de novembro, com ventos sustentados de 45 mph (72 km/h). Enquanto a tempestade se aproximava da costa, os radares meteorológicos mostravam faixas curvas de chuva no lado oeste do sistema. Depois de cruzar a Ilha do Príncipe Eduardo,  a tempestade se dissipou totalmente no final de 2 de novembro.

## Preparações

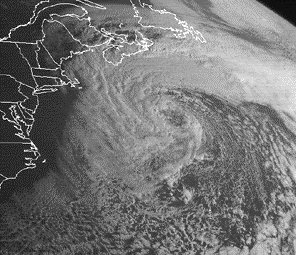
A tempestade em 30 de outubro

Durante vários dias, os modelos meteorológicos previram o desenvolvimento de uma tempestade significativa na Nova Inglaterra. No entanto, os modelos eram inconclusivos e não conseguiram oferecer avisos adequados. Além disso, uma avaliação pós-tempestade revelou um número insuficiente de locais de observação ao longo da costa. Em 27 de outubro, o Centro de Previsão Oceânica observou que uma "tempestade perigosa" se formaria dentro de 36 horas, com seu texto enfatizando a natureza incomum da tempestade. O Serviço Meteorológico Nacional também emitiu alertas para a potencial tempestade, fornecendo informações aos escritórios dos serviços de emergência, bem como à mídia. O público, entretanto, estava cético e não reconheceu a ameaça. Os avisos oportunos acabaram por reduzir o número de mortos; enquanto a tempestade perfeita causou 13 mortes, a nevasca de 1978 matou 99 pessoas e o furacão de 1938  matou 564 pessoas na Nova Inglaterra. 
De Massachusetts ao Maine, milhares de pessoas evacuaram as suas casas e procuraram abrigo. Um estado de emergência foi declarado para nove condados em Massachusetts, incluindo o condado de Suffolk, bem como dois no Maine. Na Carolina do Norte, os escritórios do Serviço Meteorológico Nacional em Hatteras e Raleigh emitiram pela primeira vez um alerta de ondas fortes em 27 de outubro, mais de oito horas antes dos primeiros relatos de ondas altas. Nesse mesmo dia, foi emitido um alerta de inundação costeira e posteriormente um aviso, juntamente com um aviso de vendaval. O escritório do Hatteras NWS finalmente divulgou 19 declarações sobre inundações costeiras, bem como relatos da mídia explicando a ameaça do vento e das ondas, e um estado de emergência foi declarado para o condado de Dare, na Carolina do Norte. Os avisos e prazos de entrega na região foram descritos como "excelentes". 
No Canadá, a ameaça da tempestade levou ao cancelamento do serviço de balsa de Bar Harbor, Maine, para Yarmouth, Nova Escócia, bem como da Nova Escócia para a Ilha do Príncipe Eduardo e entre a Nova Escócia e a Terra Nova. 
Outros escritórios do Serviço Meteorológico Nacional foram encarregados de emitir avisos para esta tempestade em vez dos avisos típicos do NHC. O OPC publicou avisos sobre o furacão sem nome em suas previsões de alto mar. O Escritório de Previsão Estadual do Serviço Meteorológico Nacional em Boston emitiu previsões marítimas offshore para a tempestade. Os escritórios locais do NWS ao longo da costa leste cobriram a tempestade em suas previsões de águas costeiras. 

## Nomeação
Em seu relatório de ciclones tropicais sobre o furacão, o Centro Nacional de Furacões apenas se referiu ao sistema como "Furacão Sem Nome".  O Relatório de Pesquisa de Desastres Naturais chamou a tempestade de "O Nordestino do Halloween de 1991". O apelido de " tempestade perfeita " foi cunhado pelo autor e jornalista Sebastian Junger após uma conversa com o meteorologista adjunto do NWS Boston, Robert Case , na qual Case descreveu a convergência das condições climáticas como sendo "perfeita" para a formação de tal tempestade.  
A partir de 1950, o Centro Nacional de Furacões passou a nomear tempestades tropicais e furacões oficialmente reconhecidos. Apesar do furacão sem nome atender a todos os critérios para um ciclone tropical, ele foi propositalmente deixado sem nome para evitar confusão entre a mídia e o público, que estavam se concentrando nos perigos do nordestino inicial, já que não se esperava que o furacão em si representasse uma grande ameaça à terra. A Tempestade do Halloween foi a oitava tempestade nomeável da temporada de furacões no Atlântico de 1991 e se tivesse sido nomeada, teria recebido o nome Henri, que foi o próximo nome na lista de 1991 depois de Grace.  

## Impactos

### Estados Unidos
A Tempestade de Halloween de 1991 deixou danos significativos ao longo da costa leste dos Estados Unidos, principalmente em Massachusetts e no sul de Nova Jersey. Em sete estados, os danos totalizaram mais de US$ 200 milhões (1991 USD). Durante um período de três dias, a tempestade atingiu o nordeste dos Estados Unidos com ondas altas, causando danos a propriedades à beira-mar da Carolina do Norte ao Maine.  As inundações costeiras danificaram ou destruíram centenas de casas e empresas e fecharam estradas e aeroportos. Além disso, os ventos fortes deixaram cerca de 38.000 pessoas sem energia.  Houve treze mortes confirmadas,  incluindo seis a bordo do barco pesqueiro Andrea Gail. A embarcação havia partido de Gloucester, Massachusetts , com destino às águas ao largo da Nova Escócia. Depois de encontrar alto mar no meio da tempestade, a embarcação fez seu último contato por rádio no final de 28 de outubro, cerca de 180 milhas (290 km) a nordeste da Ilha Sable. O barco afundou ao retornar a Glouceste e seus destroços chegaram à costa nas semanas seguintes. A tripulação de seis pessoas foi considerada morta depois que uma busca da Guarda Costeira não conseguiu encontrá-los. A tempestade e o naufrágio do barco se tornaram a peça central do livro best-seller de não ficção de Sebastian Junger, The Perfect Storm (1997), que foi adaptado para um grande filme de Hollywood em 2000 como The Perfect Storm , estrelado por George Clooney.  
A Guarda Costeira dos Estados Unidos resgatou 25 pessoas no mar no auge da tempestade, incluindo 13 pessoas de Long Island Sound .  Um helicóptero da Guarda Aérea Nacional de Nova York da 106ª Ala de Resgate Aéreo caiu durante a tempestade, 90 milhas (140 km) ao sul de Montauk, Nova York , depois de não ter conseguido reabastecer em vôo e ficar sem combustível. Depois que o helicóptero tentou um resgate no meio da tempestade, uma tripulação de 84 pessoas do Cutter Tamaroa da Guarda Costeira chegou e resgatou quatro membros da tripulação de cinco pessoas após seis horas em águas hipotérmicas. Os sobreviventes foram os pilotos, o major Christopher David Ruvola e capitão Graham Buschor, o engenheiro de voo, sargento James R. Mioli, e o saltador de pára-resgate, sargento técnico John Spillane. O quinto membro, o saltador de pára-resgate Sargento Técnico Arden Richard Smith, nunca foi encontrado. Todos eles apareceram no programa I Shouldn't Be Alive . 
Após os danos da tempestade, o presidente George H. W. Bush declarou cinco condados no Maine, sete condados em Massachusetts e o condado de Rockingham, em New Hampshire, como áreas de desastre. A declaração permitiu que os residentes afetados solicitassem empréstimos para reparação a juros baixos.  O governador de Nova Jersey, Jim Florio, solicitou uma declaração para partes da costa, mas o pedido foi negado devido às necessidades de financiamento de outros desastres, como o furacão Hugo , o furacão Bob e o terremoto Loma Prieta de 1989 .  A Cruz Vermelha Americana abriu centros de serviços em quatro locais em Massachusetts para ajudar as vítimas da tempestade, fornecendo alimentos, roupas, remédios e abrigo. A agência mobilizou cinco veículos que transportavam unidades de limpeza e alimentos e destinou 1,4 milhões de dólares para prestar assistência a 3.000 famílias. 
A tempestade produziu fortes chuvas no sudeste de Massachusetts, com pico de 5,5 polegadas (140 mm). As inundações costeiras fecharam várias estradas, forçando centenas de pessoas a evacuar. Além das marés altas, a tempestade produziu ventos fortes; Chatham registrou uma rajada de 78 mph (126 km/h). Os danos foram piores de Cape Ann, no nordeste de Massachusetts, até Nantucket, com mais de 100 casas destruídas ou severamente danificadas em Marshfield, Minot Beach, em Scituate, e Brant Point . Houve dois feridos no estado, embora não tenha havido vítimas fatais. Em Massachusetts, os danos totalizaram centenas de milhões de dólares. 
Em outras partes da Nova Inglaterra, que viu seus piores efeitos em 30 e 31 de outubro, Dia de Halloween, inundações significativas foram relatadas, juntamente com ventos fortes que deixaram áreas sem energia. Um total de 49 casas foram severamente danificadas, 2 foram destruídas e no total mais de 100 foram afetadas. Em Kennebunkport a tempestade estourou janelas e inundou a casa de férias do então presidente George H. W. Bush.  A casa sofreu danos significativos no primeiro andar.  Em Portland , as marés estavam 3 pés (0,91 m) acima do normal, entre as dez marés mais altas desde que a manutenção dos registros começou em 1914. Ao longo da costa, os danos foram piores do que os causados pelo furacão Bob dois meses antes. No Maine, a tempestade deixou US$ 7,9 milhões (1991 USD) em danos,  principalmente no condado de York.  Mais da metade do total dos danos foram em prédios públicos e privados, sendo o restante causado por transporte, diques e instalações públicas. Embora não tenha havido mortes, houve dois feridos no estado. No vizinho New Hampshire, as inundações costeiras afectaram várias cidades, destruindo duas casas. A tempestade destruiu três barcos e danificou um farol. Ondas altas destruíram ou varreram mais de 50.000 armadilhas para lagostas, representando perdas de 2 milhões de dólares (USD de 1991). Os danos foram estimados em US$ 5,6 milhões (1991 USD).  Mais a oeste, ventos fortes e inundações costeiras atingiram as costas de Rhode Island e Connecticut, matando um homem em Narragansett, Rhode Island. Os ventos atingiram 63 milhas por hora (101 km/h) em Newport, Rhode Island, causando cortes de energia. 
Em Nova Iorque e no norte de Nova Jersey, o sistema de tempestades deixou os maiores danos costeiros desde o Grande Furacão do Atlântico de 1944. Numerosos barcos foram danificados ou destruídos, matando duas pessoas ao largo de Staten Island . Ventos fortes varreram um homem de uma ponte, matando-o. Ondas altas inundaram a praia de Coney Island . Em Sea Bright, Nova Jersey , as ondas atingiram um paredão, forçando 200 pessoas a evacuar. Mais para o interior, os rios Hudson, Passaic e Hackensack sofreram inundações de maré. Fora de Massachusetts, os danos foram maiores no sul de Nova Jersey, onde o custo foi estimado em US$ 75 milhões (USD de 1991). Em toda a área, a altura das marés atingiu o seu nível mais alto desde o furacão de 1944, deixando graves inundações costeiras e na baía e fechando muitas estradas. A tempestade causou erosão significativa na praia,  com 500.000 jardas cúbicas (382.000 metros cúbicos) perdidas em Avalon , bem como danos de US$ 10 milhões na praia em Cape May . A presença de um sistema dunar mitigou a erosão em algumas áreas.  Houve danos ao calçadão de Atlantic City .  Fire Island National Seashore foi afetado, destruindo uma fileira inteira de casas à beira-mar em cidades como Fair Harbor. Após a tempestade, houve moratória à pesca de moluscos nas baías do estado, devido à contaminação das águas.  Ao longo da Península de Delmarva e Virginia Beach, houve danos generalizados pela água em residências, incluindo dez casas afetadas na área de Sandbridge Beach, em Virginia Beach, Virgínia. As marés em Ocean City, Maryland, atingiram uma altura recorde de 7,8 pés (2,4 m), enquanto em outros lugares as marés foram semelhantes à Tempestade da Quarta-feira de Cinzas de 1962. 
Na Carolina do Norte ao longo de Outer Banks, ondas altas foram inicialmente causadas pelo furacão Grace e mais tarde pela sua interação com um sistema de alta pressão. Isso produziu ventos fortes e ondas de 3,7 m (12 pés) na cidade de Duck. Mais tarde, o antecessor extratropical do furacão sem nome produziu ondas altas adicionais, causando inundações à beira-mar desde o Cabo Hatteras até as porções norte do condado de Currituck. As inundações foram relatadas pela primeira vez em 28 de outubro, quando o oceano cobriu uma parte da Rodovia 12 da Carolina do Norte ao norte de Rodanthe; a rota é a via principal em Outer Banks. Nags Head , Kitty Hawk e Kill Devil Hills tinham grandes porções cobertas de água a vários quarteirões de distância da praia. As inundações resultantes danificaram 525 casas e 28 empresas e destruíram dois motéis e algumas casas.  Os danos foram estimados em US$ 6,7 milhões (1991 USD).  Mais ao sul, a tempestade deixou 14 pessoas feridas na Flórida. Houve pequenas erosões e inundações na praia, que danificaram duas casas e destruíram o cais de Lake Worth.  Em alguns locais, as praias ganharam areia adicional com a ação das ondas. Duas pessoas desapareceram em Daytona Beach depois que seu barco perdeu energia. Ondas altas destruíram uma parte da Estrada Estadual A1A.

### Caribe
Os danos no estado foram estimados em US$ 3 milhões (1991 USD).  As ondas altas também afetaram as Bermudas, as Bahamas e a República Dominicana. Em Porto Rico, ondas de 4,6 m (15 pés) afetaram a costa norte da ilha, o que levou 32 pessoas a procurar abrigo e uma pessoa morreu. 

### Canadá
Ao largo da costa atlântica do Canadá, a tempestade produziu ondas muito altas, inundando um navio perto da Ilha Sable e encalhando outro. Ao longo da costa, as ondas destruíram três pequenos barcos perto de Tiverton, Nova Escócia, bem como nove barcos em Torbay, Terra Nova e Labrador. Na Nova Escócia, onde a tempestade tocou solo, a precipitação atingiu 30 mm (1,18 pol.) 20.000 pessoas no condado de Pictou ficaram sem energia. A tempestade também causou cortes generalizados de energia em Newfoundland devido aos seus ventos fortes, que atingiram 68 mph (110 km/h) perto de St. Houve pelo menos 35 acidentes de trânsito, um fatal, em Grand Falls-Windsor devido a estradas escorregadias. Em 28 de outubro, antes do desenvolvimento do nordestino em uma tempestade subtropical, um recorde de 4,4 pol. (116 mm) de queda de neve foi registrado em Newfoundland.  

## Na cultura popular
A tempestade é relembrada na época do Halloween, tendo recebido destaque quando de 30 anos de sua formação no portal Weather Underground. 
- The Perfect Storm (livro)
- The Perfect Storm (filme)